# Банди-Дилета-Парадизо (Торино)
Банди-Дилета-Парадизо је насеље у Италији у округу Торино, региону Пијемонт.
Према процени из 2011. у насељу је живело 476 становника. Насеље се налази на надморској висини од 300 м.